# Arachnothera affinis
Arachnothera affinis là một loài chim trong họ Nectariniidae.